# Starodavna Kitajska
Ljudje so začeli obdelovati rodovitno zemljo ob Rumeni reki na severu Kitajske že pred 8000 leti. Pozneje se je na tem ozemlju oblikovalo kraljestvo pod vladavino dinastije Šang. Ko so jo strmoglavili, je Kitajska razpadla na kopico državic in te so se vojskovale za oblast vse do leta 221 pr. n. št., ko jih je dinastija Čin znova povezala v en imperij.
Prvi kitajski cesar, Činghvangdi, je zaukazal gradnjo novihcest in prekopov ter poenotil pisavo, denar in sistem utežnih in merskih enot. Leta 202 pr. n. št., je oblast prevzela dinastija Han, ki je poslej vladala 400 let. To je bil časblaginje, kupčevanja in novih iznajdb.
Ko je Činghvangdi umrl, so ga pokopali v podzemni grobnici. Leta 1974 so kmetje, ki so v bližini kopali vodnjak, našli človeške glave iz žgane gline v naravni velikosti. Odtlej so raziskovalci odkrili še več votlin, v katerih je okoli 8000 kipov pešakov, bojnih voz in konj.
Činghvangdi je očitno hotel imeti venomer ob sebi vojsko,, ki bi ga branila-celo v onostranstvu. Vojščaki so držali meče, kopja in puščice iz brona. Nekateri od njih še po 2000 letih niso izgubili ostrine.
V času dinastije Šang so se Kitajci naučili vlivati iz broma, ki je zlitina bakra in kositra. S tem novim orožjem so si vladarji dinastije Šang pridobili premoč na bojnem polju. Radi so se tudi odpravili na lov za slone, nosoroge in tigre. Kralji in njihovi spremljevalci so na plen iz drvečih vozov streljali s puščicami.
V dolgih stoletjih so kitajski cesarji dograjevali in popravljali velikanski zid (Kitajski zid) na severu države, ki naj bi preprečevala vpade nomadov. Dandanes zid meri več kot 2400 kilometrov z odcepi skoraj 6000, in je največje delo človeških rok v vsej zgodovini. Kitajski trgovci so na kamelah tvorili svilo tisoče kilometrov daleč in jo menjali za zlato in konje. Pot, ki so jo ubirale karavane čez srednjo Azijo, je postala znana kot svilna pot.